# Paul von Stetten

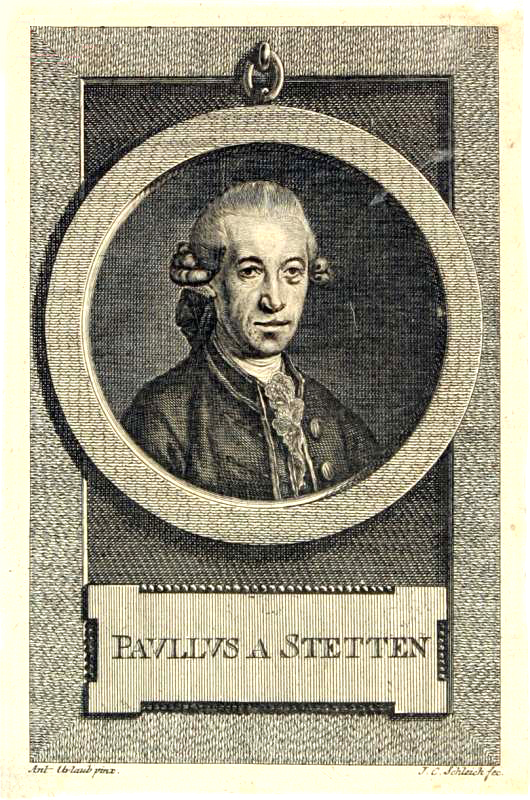
Paul von Stetten d. J.

Paul von Stetten, genannt der Jüngere (* 24. August 1731 in Augsburg; † 11. Februar 1808 ebenda), war von 1792 bis 1806 der letzte Stadtpfleger der Stadt Augsburg.

## Leben
Seine Eltern waren Paul von Stetten (* 8. November 1705; † 8. Februar 1786) und Maria Cordula (* 8. Februar 1708; † 21. Oktober 1774), geborene von Rad. Er gehört zur Augsburger Patrizierfamilie Stetten.
Paul von Stetten besuchte das Anna-Gymnasium und erhielt Privatunterricht. Danach studierte er an der Universität Genf und der Universität Altdorf. Anschließend kehrte er wieder nach Augsburg zurück, wo er eine Familiengeschichte zu schreiben begann, die er 1766 unter dem Namen Neues Ehrenbuch oder Geschichte des adeligen Geschlechtes der von Stetten veröffentlichte. Er verfasste Darstellungen der adeligen Geschlechter (1762) und der Wappen des Patriziats (1763), außerdem verschiedene literarische Porträts berühmter Augsburger, unter anderem auch der Agnes Bernauer. Er schrieb aber auch Romane und Kantatentexte und pflegte den Umgang mit anderen Künstlern. In den Jahren 1779 und 1788 veröffentlichte Stetten in zwei Bänden die Kunst-, Gewerb- und Handwerksgeschichte der Reichs-Stadt Augsburg, die bis heute eine bedeutende Quelle geblieben ist. Er war zudem in verschiedenen Verwaltungszweigen in Augsburg Inhaber von Ämtern und seit 1770 Ratsmitglied. Stetten war von 1792 bis 1806 der letzte Stadtpfleger der Stadt Augsburg. Um Reformen der Verfassung und Finanzen der Reichsstadt Augsburg im Sinne der Aufklärung bemüht, konnte er sie – mit Ausnahme einer umfassenden Reform des evangelischen Schulwesens in Augsburg – aufgrund verschiedener äußerer Bedingungen (Ablehnung der politischen Partizipation und Repräsentation der einfachen Bürgerschaft im Inneren und im Geheimen Rat durch die kaiserliche Obrigkeit, Widerstand gegen manche Sozialreform von Seiten des katholischen Stadtpflegers und des katholischen Lagers, Verlust der Reichsfreiheit Augsburgs) aber nicht durchsetzen.
Pauls jüngerer Bruder Albrecht von Stetten wurde 1806 als einer von zwei Bürgermeistern in Augsburg eingesetzt.

## Schriften (Auswahl)
- Geschichte der adelichen Geschlechter in der freyen Reichs-Stadt Augsburg. Johann Jacob Haid, Augsburg 1762, VD18 10528202, urn:nbn:de:bvb:12-bsb10721928-4 (digitale-sammlungen.de).
- Kunst-, Gewerb- und Handwerks-Geschichte der Reichs-Stadt Augsburg. Band 1. Conrad Heinrich Stage, Augsburg 1779, VD18: 11047208, urn:nbn:de:bvb:12-bsb11779086-9 (digitale-sammlungen.de).
- Kunst-, Gewerb- und Handwerks-Geschichte der Reichs-Stadt Augsburg. Zweiter Theil oder Nachtrag. Band 2. Conrad Heinrich Stage, Augsburg 1788, VD18 80329780-001, urn:nbn:de:bvb:12-bsb10721925-8 (digitale-sammlungen.de).
- Lebensbeschreibungen zur Erweckung und Unterhaltung bürgerlicher Tugend. Band 1. Conrad Heinrich Stage, Augsburg 1778, VD18 80078745, urn:nbn:de:bvb:12-bsb10071020-9 (digitale-sammlungen.de).
- Lebensbeschreibungen zur Erweckung und Unterhaltung bürgerlicher Tugend. Band 2. Conrad Heinrich Stage, Augsburg 1782, VD18 80078753, urn:nbn:de:bvb:12-bsb10071021-4 (digitale-sammlungen.de).
- Beschreibung der Reichs-Stadt Augsburg nach ihrer Lage, jetzigen Verfassung, Handlung und den zu solcher gehörenden Künsten und Gewerben auch ihren andern Merkwürdigkeiten. Nebst beygefügtem Grundriß. Conrad Heinrich Stage, Augsburg 1788, VD18 14413027-009, urn:nbn:de:bvb:12-bsb10021721-6 (digitale-sammlungen.de).